# Giuseppe Ricciardi (1941)
Giuseppe Ricciardi (Bolano, 9 novembre 1941) è un politico italiano. È stato Presidente della Provincia della Spezia dal 1997 al 2007.

## Biografia
Diplomato ragioniere, Giuseppe Ricciardi si è occupato per un decennio di contabilità industriale e bilanci aziendali. È stato un esponente sindacale, segretario provinciale dei metalmeccanici CISL nel 1971. Impegnato nel mondo cattolico, è militante delle ACLI e fa parte della Consulta Ligure per la Pastorale del Lavoro. 
È stato segretario provinciale della CISL della Spezia e componente del Consiglio Nazionale fino all'ottobre 1993, dirigente dell'Agenzia per l'Impiego della Liguria (dal 1994), capogruppo del Partito Popolare Italiano al Consiglio comunale de La Spezia, promotore dei primi "Comitati per Prodi", primo coordinatore provinciale dell'Ulivo, presidente della Provincia dal 1997.
È stato poi riconfermato Presidente della Provincia nel 2002 (elezioni del 26 maggio), raccogliendo il 60,1% dei voti in rappresentanza di una coalizione di centrosinistra. Dal 2002 al 2007 è stato Presidente dell'Unione Regionale delle Province Liguri. Il mandato amministrativo è scaduto nel 2007 e gli è succeduto il collega di partito Marino Fiasella.
Successivamente è consigliere di amministrazione di SALT S.p.A. (Società Autostrada Ligure Toscana) e Vice Presidente del Consorzio Universitario (Università di Pisa) di Geofisica della Spezia.

### Vita privata
Giuseppe Ricciardi è sposato e ha tre figli.